# Sycon plumosum
Sycon plumosum är en svampdjursart som beskrevs av Tanita 1943. Sycon plumosum ingår i släktet Sycon och familjen Sycettidae.
Artens utbredningsområde är havet kring Palau. Inga underarter finns listade i Catalogue of Life.